# 角地幸男
角地 幸男（かくち ゆきお、1948年 - ）は、翻訳家。

## 人物・来歴
東京都生まれ。早稲田大学文学部仏文科卒。ジャパンタイムズ編集局をへて城西短期大学助教授、2007年准教授。2019年定年退職。ドナルド・キーンの後期著作の大半を訳している。

## 著書
- 『ケンブリッジ帰りの文士 吉田健一』新潮社 2014.3
- 『私説 ドナルド・キーン』文藝春秋 2023.6

### 翻訳
- ドナルド・キーン『日本文学史 近代・現代篇 4・5』徳岡孝夫共訳、中央公論社 1987-89
- ドナルド・キーン『日本文学史 近代・現代篇 8』中央公論社 1992.12。各・中公文庫 2012
- ドナルド・キーン『明治天皇』新潮社 上下　2001.10 新潮文庫 全4巻 2007
- ドナルド・キーン『足利義政 日本美の発見』中央公論新社 2003.1　　
  - 『足利義政と銀閣寺』中公文庫 2008
- ドナルド・キーン『渡辺崋山』新潮社 2007.3
- ドナルド・キーン『私と20世紀のクロニクル』中央公論新社 2007.7　　
  - 『ドナルド・キーン自伝』中公文庫 2011.2、増補版2019.3
- ドナルド・キーン『日本人の戦争 作家の日記を読む』文藝春秋 2009.7  文春文庫 2011.12、文春学藝ライブラリー 2020.2
- ドナルド・キーン『正岡子規』新潮社 2012.8。新潮文庫 2022.6
- ドナルド・キーン『石川啄木』新潮社 2016.2。新潮文庫 2022.7
- 『「ニューヨーク・タイムズ」のドナルド・キーン』中央公論新社 2022.2